# Tina Mihelić
Tina Mihelić (Rijeka, 30. prosinca 1988.) je hrvatska jedriličarka.
Jedriti je počela s devet godina u Opatiji, a zatim u Kostreni. Od 2009. godine je članica Jedriličarskog kluba Labud iz Splita. Na svjetskom prvenstvu 2013. godine u kineskom Rizhaou osvojila je zlatnu medalju u olimpijskoj klasi laser radial. To je prva ženska seniorska svjetska medalja u povijesti hrvatskog jedrenja. Osim toga osvojila je i prvu žensku medalju Svjetskom jedriličarskom prvenstvu za juniore (zlato 2006.) u povijesti hrvatskog jedrenja. Europska je prvakinja iz 2009. i 2010. godine u istoj klasi. Sudjelovala je na Olimpijskim igrama 2012. u Londonu. i na Olimpijskim igrama 2016. u Rio de Janeiru.
Tinin brat Daniel je također jedriličar.

## Vanjske poveznice
- Profil  Arhivirana inačica izvorne stranice od 16. listopada 2013. (Wayback Machine) na jklabud.hr